# Sugar Honey Iced Tea (S.H.I.T.)
Sugar Honey Iced Tea (S.H.I.T.) è un singolo della rapper statunitense Princess Nokia, pubblicato il 16 settembre 2019 come primo estratto dall'album in studio Everything Is Beautiful. Il titolo è un richiamo al brano della cantante R&B Kelis intitolato Sugar Honey Iced Tea e pubblicato nel 2003 all'interno dell'album Tasty.

## Video musicale
Il video musicale è stato pubblicato il 15 settembre 2019, un giorno prima della pubblicazione del singolo. Diretto da Emma Westenberg, mostra Nokia partecipare e vincere un concorso di bellezza.

## Tracce
Testi di Destiny Frasqueri, musiche di Adam Pallin e Tony Seltzer.
1. Sugar Honey Iced Tea (S.H.I.T.) – 2:28